# Brigham City
Brigham City – miasto w Stanach Zjednoczonych, w stanie Utah, siedziba administracyjna hrabstwa Box Elder.